# Мінамото но Йосіїе

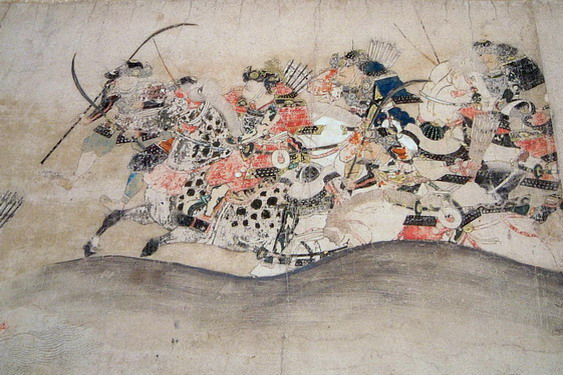
Мінамото но Йосіїе з «Ілюстрованого сувою про Трирічну війну».

Мінамо́то но Йосії́е　(яп. 源義家, みなもとのよしいえ; 1039–1106) — японський політичний діяч і полководець періоду Хей'ан. Старший син Мінамото но Йорійосі. Старший брат Мінамото но Йосіміцу. Прізвисько: Хатіма́н Таро́ (八幡太郎, はちまんたろう). Батько Мінамото но Йосітіка.

## Короткі відомості
Мінамото но Йосіїе був одним з командувачів центрального уряду у Дев'ятирічній війні 1051–1062 проти повсталого роду Абе у Північній Японії. За бойові заслуги він отримав від Імператора титул і посаду провінціала провінції Дева (出羽守), а згодом титул посаду провінціала провінції Муцу (陸奥守), разом із титулом «полководця-пацифікатора» (鎮守将軍).
Під час Трирічної війни 1083–1087 Мінамото но Йосіїе допомагав роду муцівських Фудзівара і знищив місцевий рід Кійохара. Ця перемога принесла йому всеяпонське визнання і зробила одним з найпопулярніших лідерів японського самурайства.
Під прапорами Мінамото но Йосіїе збиралося багато самураїв Східної Японії, особливо у регіоні Канто. Саме там він заклав свою резиденцію і створив основу для розвитку власного роду Мінамото.
Особа Мінамото но Йосіїе ідеалізувалася його сучасниками. У ньому вбачали перевтілення «бога війни» Хатімана. В часи існування Камакурського сьоґунату цього полководця вважали зразковим самураєм, об'єктом для наслідування, патріархом багатьох самурайських родів.